# Alstom Citadis X05
Der Citadis X05 ist ein seit 2014 gebauter, niederfluriger Straßenbahn-Fahrzeugtyp aus der Citadis-Familie des Herstellers Alstom. Zunächst war nur die kürzeste Variante Citadis 205 unter dem Namen Citadis Compact vermarktet worden. Erst später folgte die Aufstellung des Gesamtkonzepts mit den längeren Varianten Citadis 305 und 405. Inzwischen weichen die meisten Varianten jedoch hinsichtlich der grundsätzlichen Gelenkwagen-Bauform, der verwendeten Laufwerke oder der grundsätzlichen Wagenkastenstruktur deutlich von diesem Grundkonzept ab. Die Fahrzeuge werden überwiegend in Straßenbahnnetzen eingesetzt, die im Rahmen der Renaissance der Straßenbahn entstanden. Zu den Einsatzgebieten zählen neben vielen Betrieben in Europa (besonders Frankreich) auch mehrere in Asien sowie je einer in Marokko und Australien.

## Aufbau
Ursprünglich wurde der Fahrzeugtyp als reiner Multigelenkwagen präsentiert und war somit in Alstoms Produktportfolio der direkte Nachfolger des zweiten Citadis-Typs (202, 302, 402 und 502). Dabei ist der Citadis 205 bzw. Compact die dreiteilige, der Citadis 305 die fünfteilige und der Citadis 405 die siebenteilige Variante. Später kamen jedoch auch Varianten mit aufgesattelten Endwagen und Multigelenkwagenteilen nur in der Mitte hinzu. Die Drehgestelle ihrer Endwagen liegen wie beim Citadis 403 unter den Führerständen. Anders als beim Citadis 02 sind an den Wagenenden der Multigelenkwagen meist Doppeltüren angeordnet, wobei sich der Überhang um rund einen halben Meter auf ca. 5,5 Meter verlängert. In den Endwagen mit Drehgestellen sind, ebenso wie in den laufwerkslosen Mittelteilen, meist zwei Doppeltüren je Seite angeordnet. Die Einstiegshöhe beträgt standardmäßig 326 mm, die Fußbodenhöhe 360 mm und die Weite einer Doppeltür 1300 mm.
Ebenfalls dem Citadis X05 ordnet Alstom Drehgestellwagen für die Straßenbahn Frankfurt am Main und die Stadtbahn Köln zu, bei welchen auch die Mittelteile nicht dem Konzept der Multigelenkwagen folgen und außerdem die Wagenkastenkonstruktion abweicht. In Bezug auf die Frankfurter Fahrzeuge wurde auch die eigene Typenbezeichnung Citadis SX05 (bzw. S305 und S405) genannt. Inzwischen bezeichnet Alstom diese jedoch, wie auch Drehgestellwagen aus anderen Produktlinien, als Citadis Classic.

## Technik

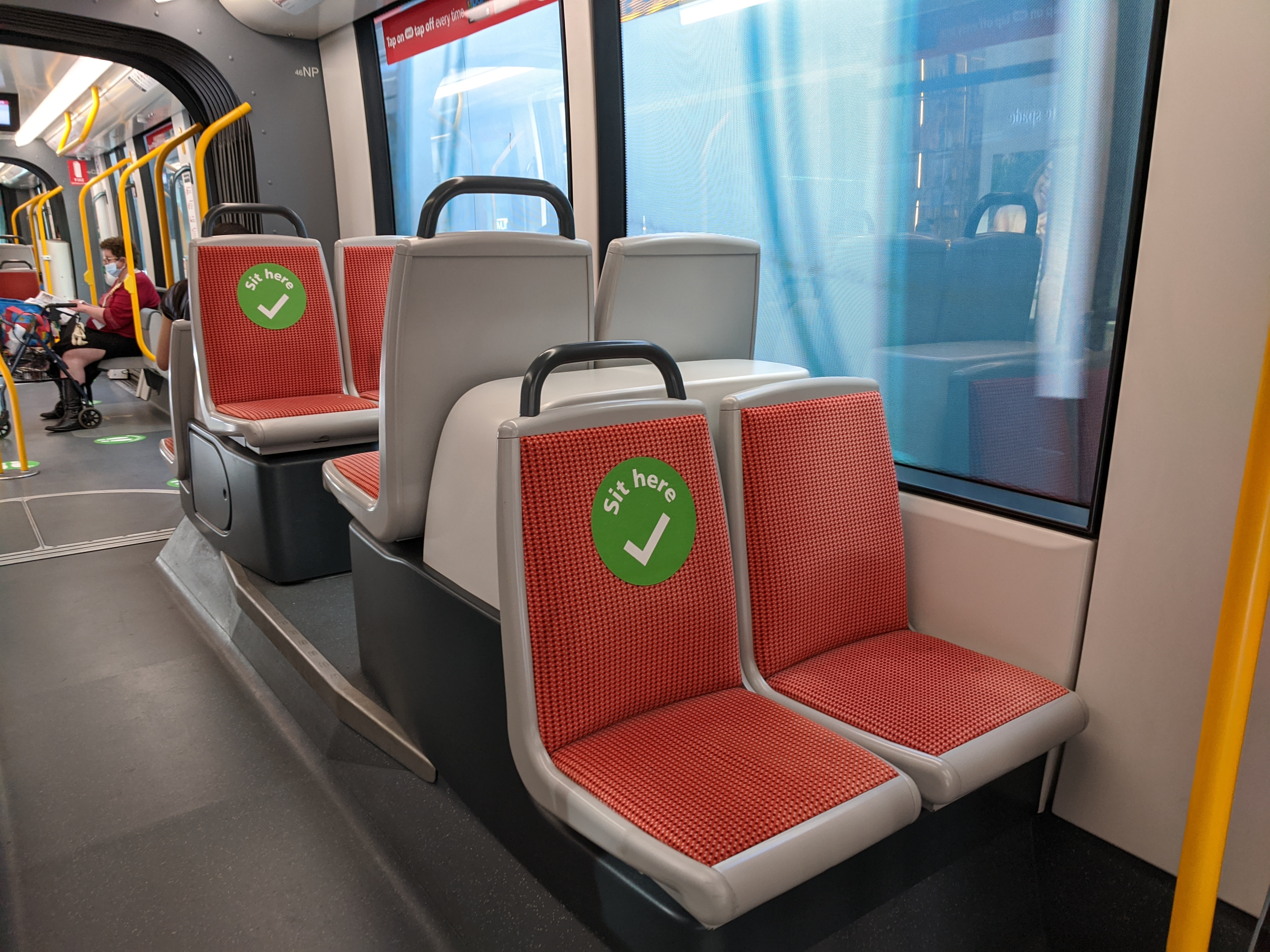
Fahrgastraum über einem Ixège-Laufwerk in einem Citadis 305 in Sydney

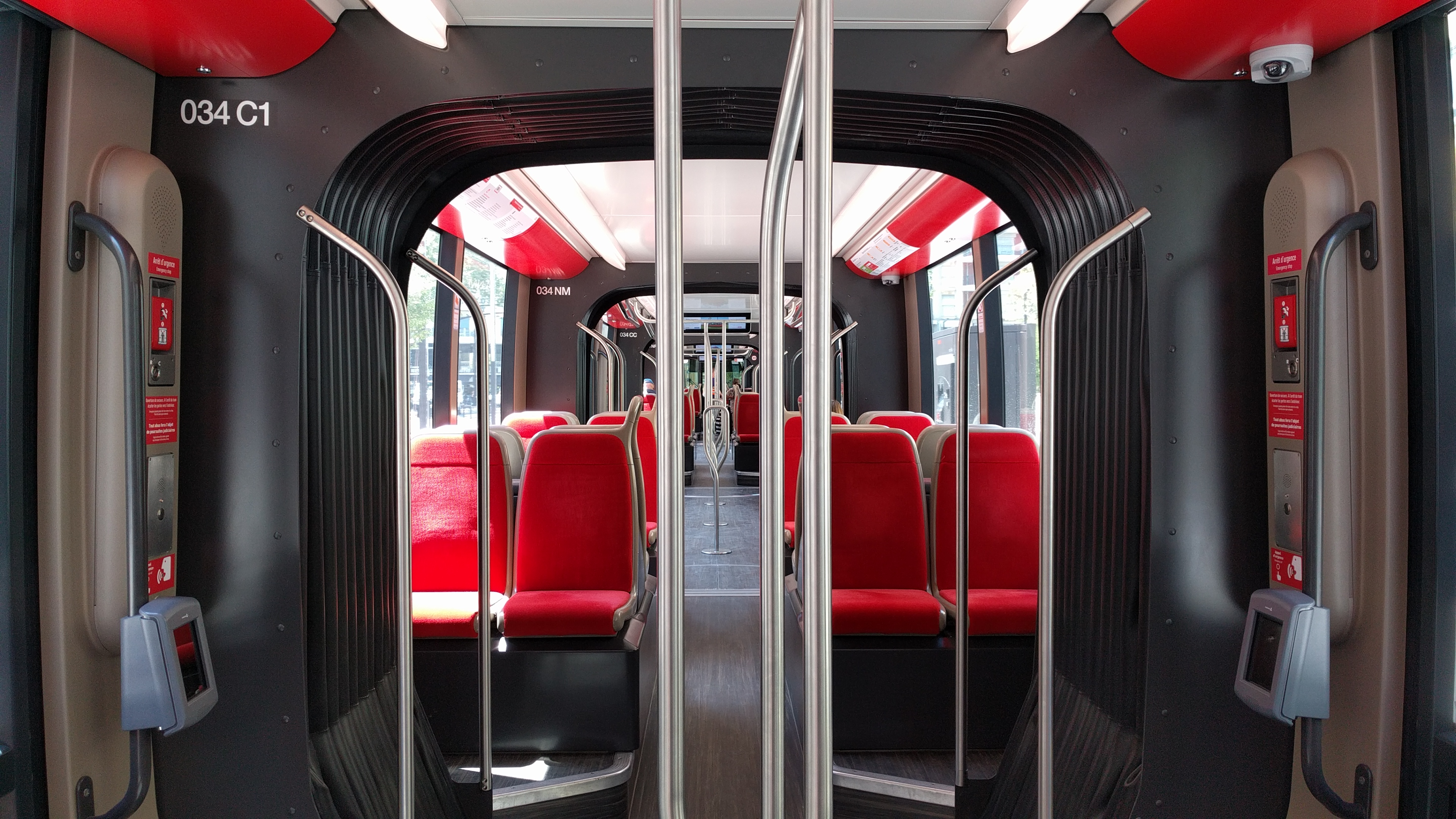
Fahrgastraum mit Arpège-Laufwerken in einem Citadis 405 in Nizza

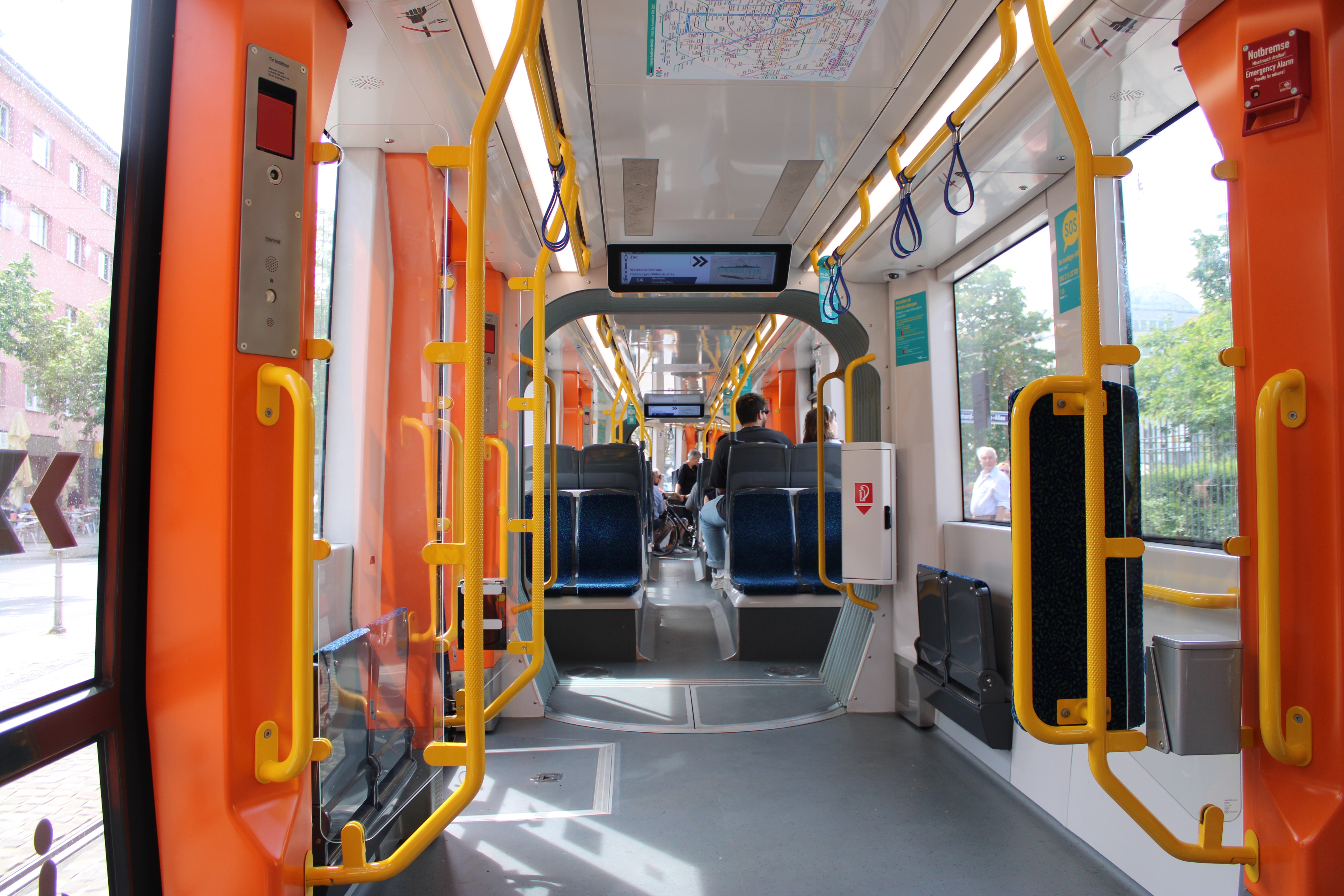
Fahrgastraum eines Frankfurter Citadis S305 mit Ixège-Drehgestellen

Konzipiert wurde der Citadis X05 mit Ixège-Laufwerken, welche im Gegensatz zu den beim Citadis 202/302/402/502 standardmäßig verwendeten Arpège-Laufwerken durchgehende Radsatzwellen sowie eine Primärfederung aufweisen. Damit verfolgte Alstom die Absicht, eine höhere Lebensdauer der Räder und Getriebe zu erreichen. Im Fahrgastraum führt diese Bauweise einerseits zu 450 mm Fußbodenhöhe über den Laufwerken und somit zur Notwendigkeit von Rampen im Durchgang, andererseits aber auch zu weniger seitlichen Podesten als beim Arpège-Laufwerk. Bei vielen Varianten wurden schließlich dennoch Arpège-Laufwerke gewählt. Der Radsatzstand beträgt 1850 mm bei Ixège- und 1600 mm bei Arpège-Laufwerken. Als dritte Laufwerksbauart kommen bei den Fahrzeugen, die dem Konzept des Citadis 403 folgen, an den Enden antriebslose Kleinraddrehgestelle nach dessen Vorbild zur Anwendung. Aufgrund der Bodenhöhe über den Ixège-Laufwerken ist es von der verwendeten Definition der Niederflurigkeit abhängig, ob die Fahrzeuge mit diesen Laufwerken als vollständig niederflurig einzuordnen sind.
Der Antrieb erfolgt durch luftgekühlte Synchronmaschinen mit Permanentmagneterregung statt der bei modernen Straßenbahnfahrzeugen weiter verbreiteten Asynchronmaschinen. Damit verfolgt Alstom das Ziel eines höheren Wirkungsgrades ohne Gewichts- und Kostenzunahme, woraus ein geringerer Energiebedarf resultiert. Die Achsfolge ist für reine Multigelenkwagen standardmäßig mit Bo’Bo’ (205), Bo’2’Bo’ (305) sowie Bo’Bo’2’Bo’ (405) vorgesehen, die Dauerleistung mit 2 × 100 kW pro angetriebenem Laufwerk.
Die Konstruktionsmethode und Materialien des Wagenkastens wurden für das Grundkonzept vom ersten, zweiten und dritten Citadis-Typ übernommen. Ein sichtbares typisches Merkmal zur Abgrenzung von diesen Typen ist jedoch die niedrigere Unterkante derjenigen Fenster, welche nicht über Laufwerken angeordnet sind. Die Wagenkästen der Drehgestellwagen (SX05) sind dagegen vollkommen anders aufgebaut, es handelt sich um geschweißte Stahlkonstruktionen. Sie haben auch nicht die weiter heruntergezogenen Fenster. Im Grundkonzept ist der kleinste befahrbare Bogenradius mit 25 m beladen bzw. 20 m unbeladen vorgesehen, die Höchstgeschwindigkeit mit 70 km/h bei der Variante 205 sowie 80 km/h bei den längeren Varianten und der Raddurchmesser im Neuzustand mit 590 mm. Letzterer kann mit 610 mm jedoch auch etwas größer gewählt werden.
Die Gelenke der Multigelenkwagen sind für einen stabilen Lauf zu großen Teilen nicksteif ausgeführt. Beispielsweise ist bei einem Standard-Citadis 305 nur eins der Gelenke am Kasten des mittleren Laufwerkes als Nickgelenk ausgeführt. Die laufwerkslosen Mittelteile sind standardmäßig 6564,5 mm lang (zwischen den Gelenkdrehpunkten) und haben in diesem Fall je Einstiegsseite zwei Doppeltüren und dazwischen ein Fenster oder aber eine Doppeltür zwischen zwei Fenstern.
Die Energiezuführung erfolgt, wie bei Straßenbahnen üblich, standardmäßig über eine Oberleitung und Einholmstromabnehmer. Die Fahrzeuge können zur Bedienung oberleitungsfreier Strecken jedoch auch für das Bodenstromschienensystem Alimentation par le sol (APS) oder mit Energiespeichern auf den Dächern der Wagen ausgerüstet werden. Diese Energiespeichereinheiten, von Alstom Ecopack genannt, ergeben gemeinsam mit dem Aufladesystem an den Haltestellen das Système automatique de recharge statique (SRS). Dafür werden entweder sehr kurze APS-Abschnitte (beispielsweise in Nizza) oder Deckenstromschienen (beispielsweise in Kaohsiung) verwendet.

## Varianten

### Reine Multigelenkwagen

#### Übersicht

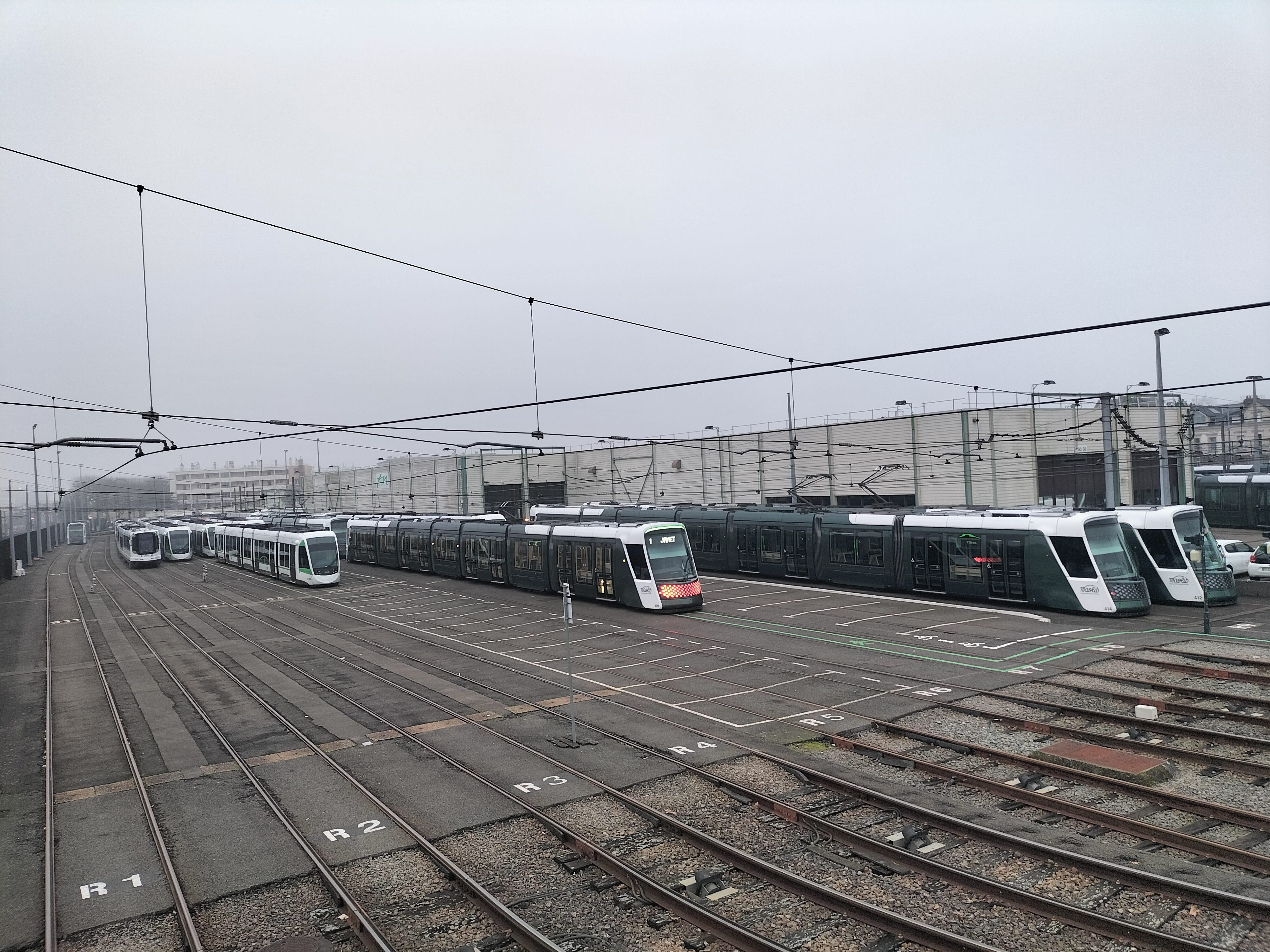
Mehrere Citadis 405 der Straßenbahn Nantes (rechts) neben anderen Fahrzeugtypen

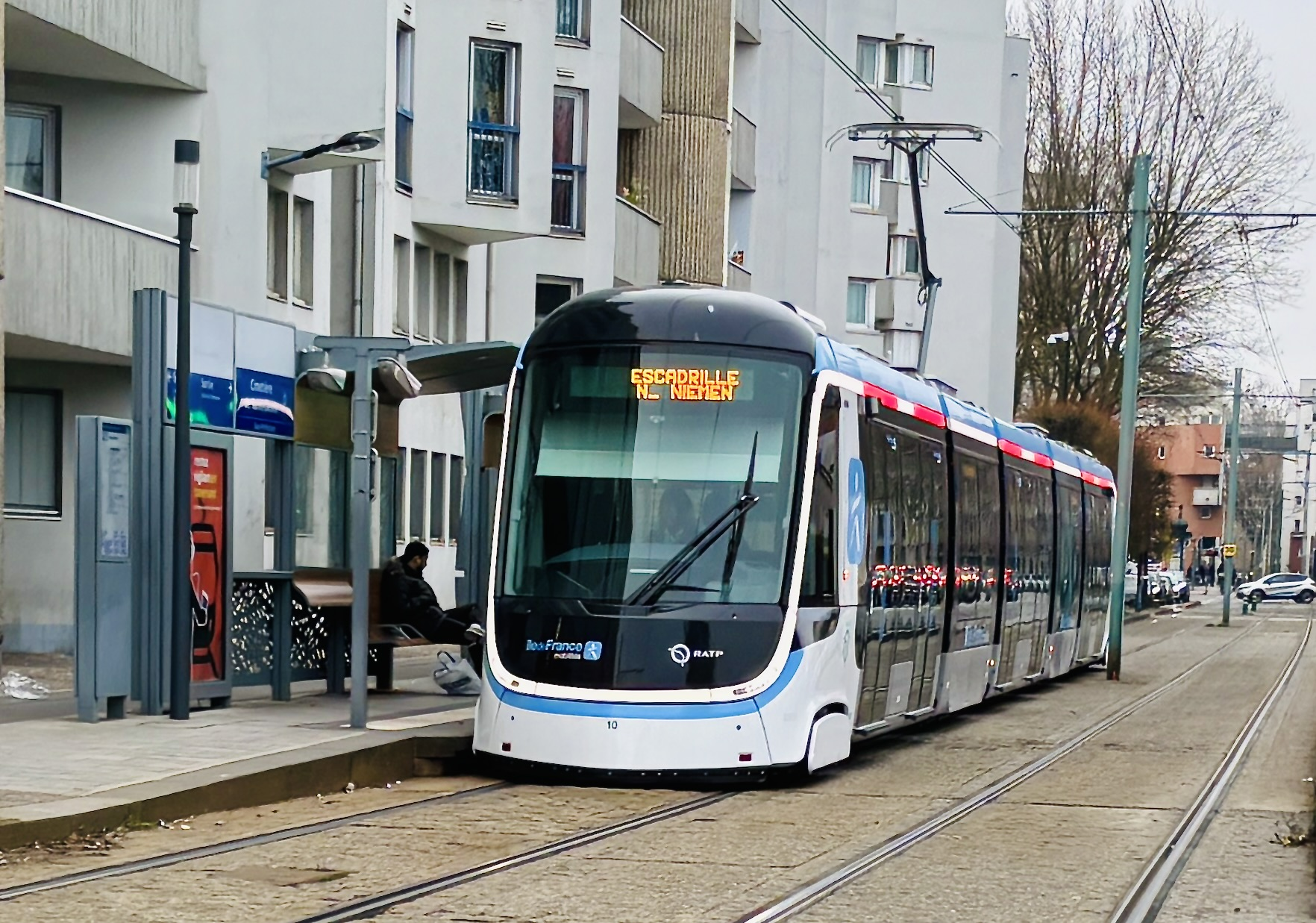
Citadis 305 der Straßenbahn Île-de-France mit Anzeige nicht freigegebener Türen

| Netz                              | Anzahl | Auslieferung              | Variante    | Laufwerks- und Türanordnung                                                              | Länge    | Breite | Bemerkung                                                                    |                            |
| --------------------------------- | ------ | ------------------------- | ----------- | ---------------------------------------------------------------------------------------- | -------- | ------ | ---------------------------------------------------------------------------- | -------------------------- |
| Straßenbahn Aubagne               | 8      | 2014                      | Compact/205 | (2X)(22)(X2)                                                                             | 22,04 m  | 2,40 m |                                                                              | [ 10 ] [ 1 ]               |
| Straßenbahn Aubagne               | 4      | voraussichtlich 2025      | 205         | (2X)(22)(X2)                                                                             | 24,1 m   | 2,40 m |                                                                              | [ 11 ]                     |
| Straßenbahn Nizza (T2/T3)         | 25     | 2016–2018                 | 405         | (2A)(22)(A)(2)(A)(22)(A2)                                                                | 44 m     | 2,65 m | mit SRS-Ausrüstung (Bodenstromschienen)                                      | [ 10 ] [ 6 ]               |
| Straßenbahn Nizza (T2/T3)         | 9      | 2021                      | 405         | (2A)(22)(A)(2)(A)(22)(A2)                                                                | 44 m     | 2,65 m | mit SRS-Ausrüstung (Bodenstromschienen)                                      | [ 10 ] [ 6 ]               |
| Stadtbahn Sydney (L2/L3)          | 60     | ab 2017                   | 305         | (2X)(22)(X)(22)(X2)                                                                      |          |        | mit APS-Ausrüstung; Einsatz in Doppeltraktion                                | [ 12 ] [ 6 ]               |
| Stadtbahn Lusail                  | 28     | 2018                      | 305         | (1A)(22)(A)(22)(A1)                                                                      | 32 m     |        | mit APS-Ausrüstung                                                           | [ 13 ] [ 14 ]              |
| Straßenbahn Caen                  | 26     | 2018–2019                 | 305         | (2A)(22)(A)(22)(A2)                                                                      | 33,0 m   | 2,40 m |                                                                              | [ 10 ] [ 6 ]               |
| Straßenbahn Avignon               | 14     | 2018–2020                 | Compact/205 | (2X)(22)(X2)                                                                             | 24,212 m | 2,40 m |                                                                              | [ 10 ] [ 15 ]              |
| Straßenbahn Île-de-France (T9)    | 22     | 2019–2020                 | 405         | (2A)(22)(A)(22)(A)(22)(A2)                                                               | 45 m     | 2,65 m |                                                                              | [ 10 ] [ 6 ]               |
| Straßenbahn Île-de-France (T10)   | 13     | 2022–2023                 | 405         | (2A)(22)(A)(22)(A)(22)(A2)                                                               | 45 m     | 2,65 m | [ 16 ] [ 6 ]                                                                 |                            |
| Straßenbahn Athen                 | 25     | 2020–2021                 | 305         | (2A)(22)(A)(22)(A2)                                                                      | 33,0 m   | 2,40 m |                                                                              | [ 17 ] [ 8 ]               |
| Straßenbahn Kaohsiung             | 15     |                           | 305         | (2A)(2)(A)(2)(A2)                                                                        | 33 m     | 2,65 m | mit SRS-Ausrüstung (Deckenstromschienen)                                     | [ 18 ] [ 6 ] [ 19 ]        |
| Straßenbahn Angers                | 20     | 2022                      | 305         | (2A)(22)(A)(22)(A2)                                                                      | 33,5 m   | 2,40 m | mit APS-Ausrüstung                                                           | [ 10 ] [ 7 ]               |
| Straßenbahn Casablanca            | 66     | 2022–2024                 | 305         | (1A)(22)(A)(22)(A1)                                                                      | 33 m     | 2,65 m | Unechte Zweirichtungswagen zum Einsatz in Doppeltraktion                     | [ 20 ] [ 21 ] [ 7 ] [ 14 ] |

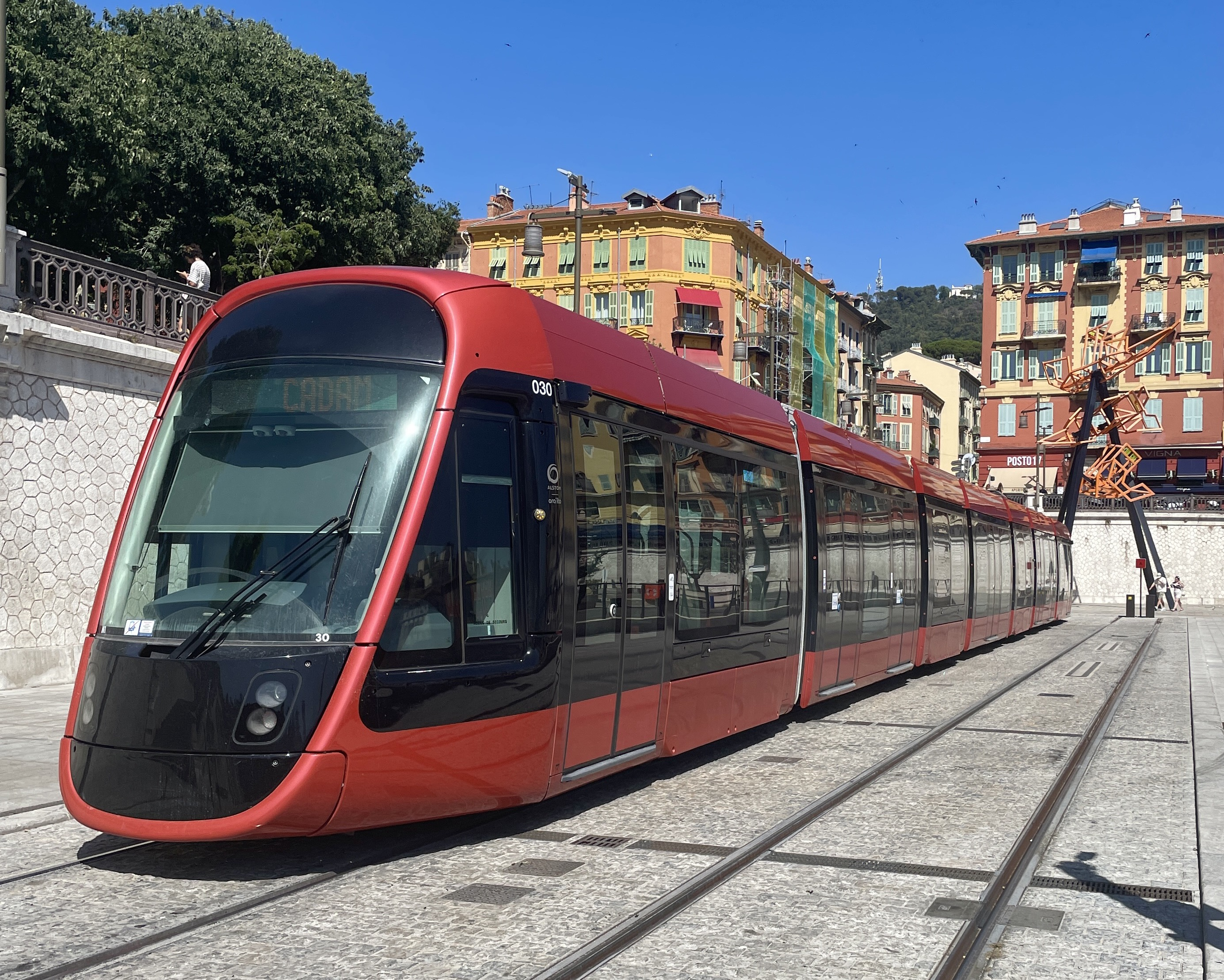
Citadis 405 der Straßenbahn Nizza

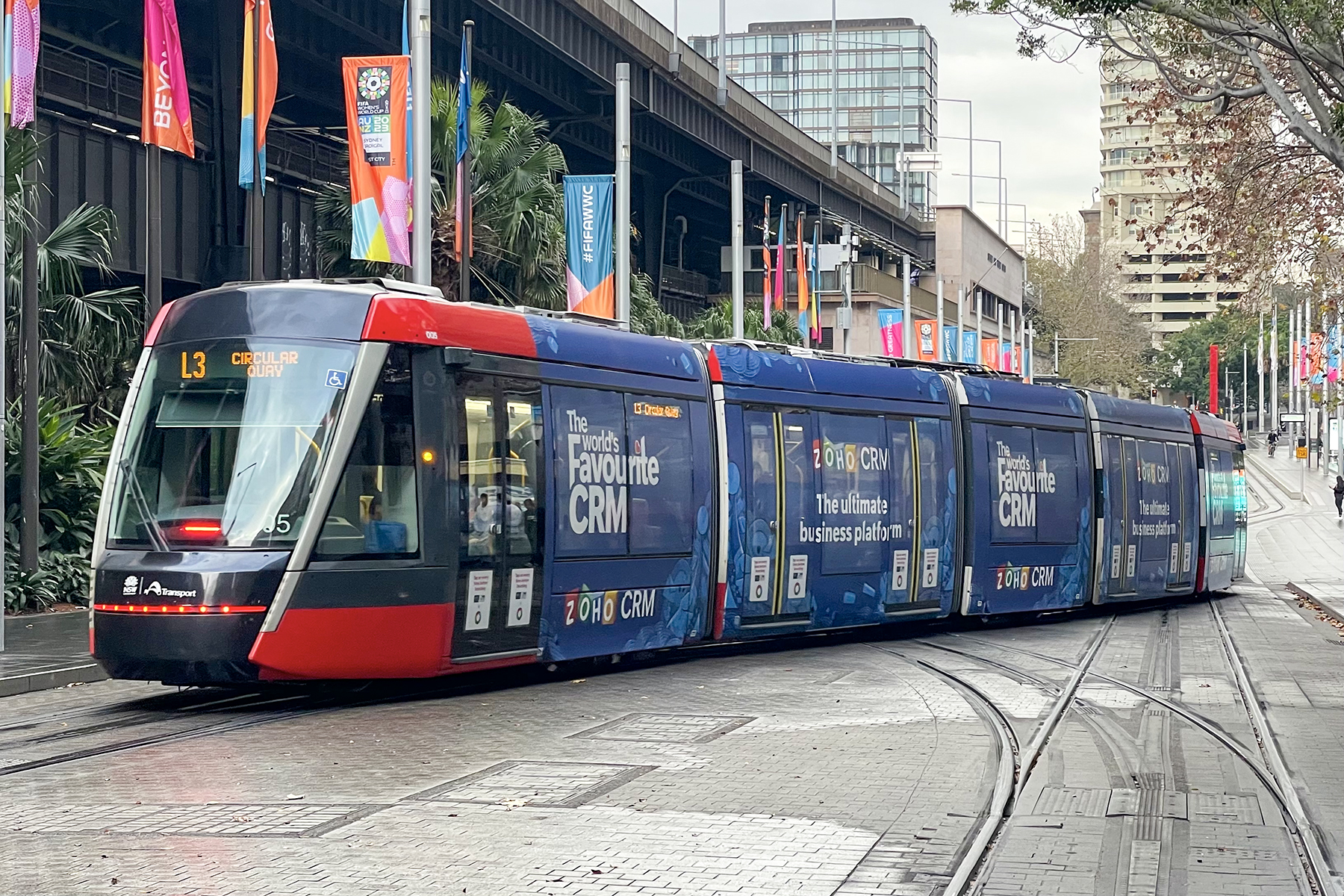
Citadis 305 der Stadtbahn Sydney

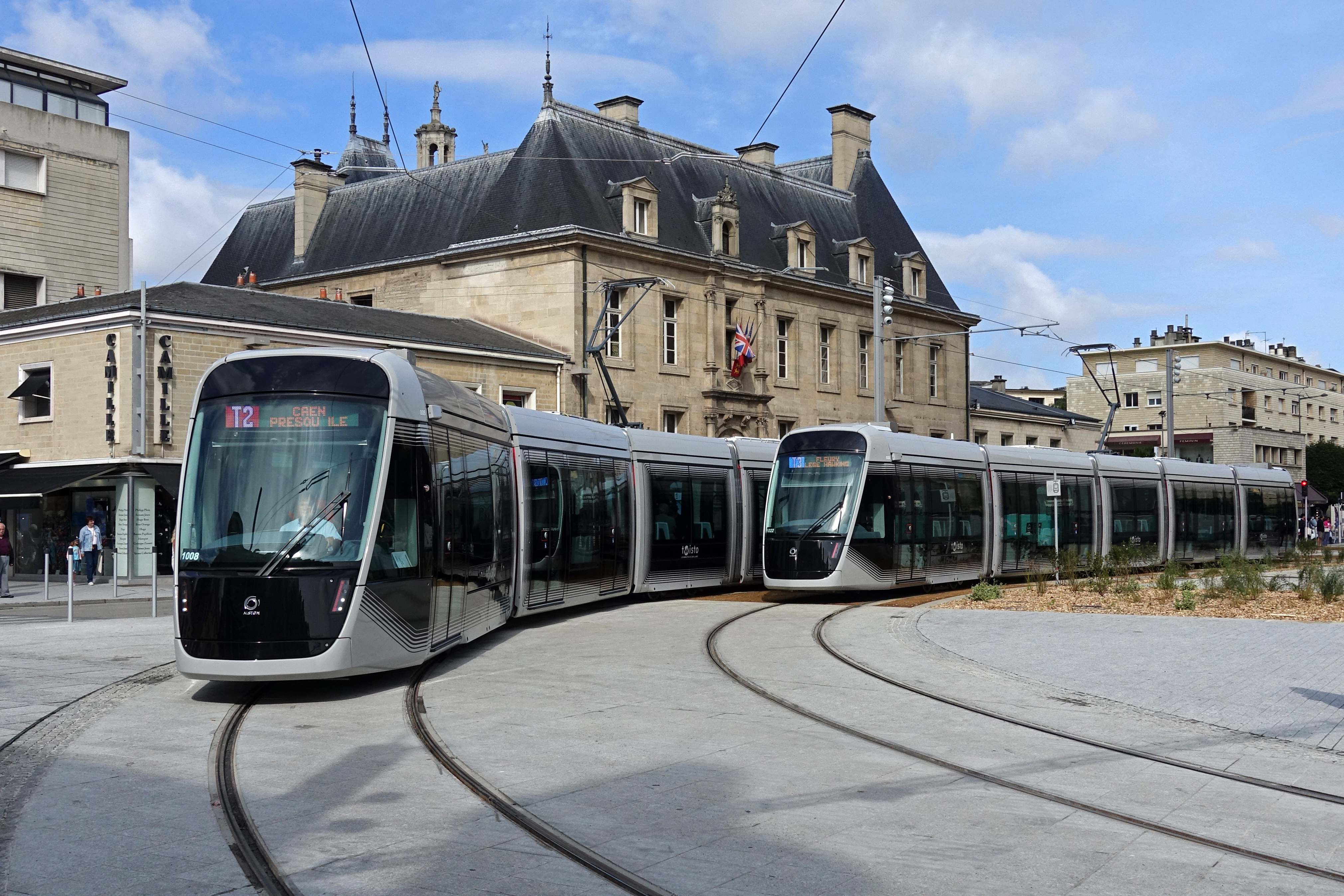
Citadis 305 der Straßenbahn Caen

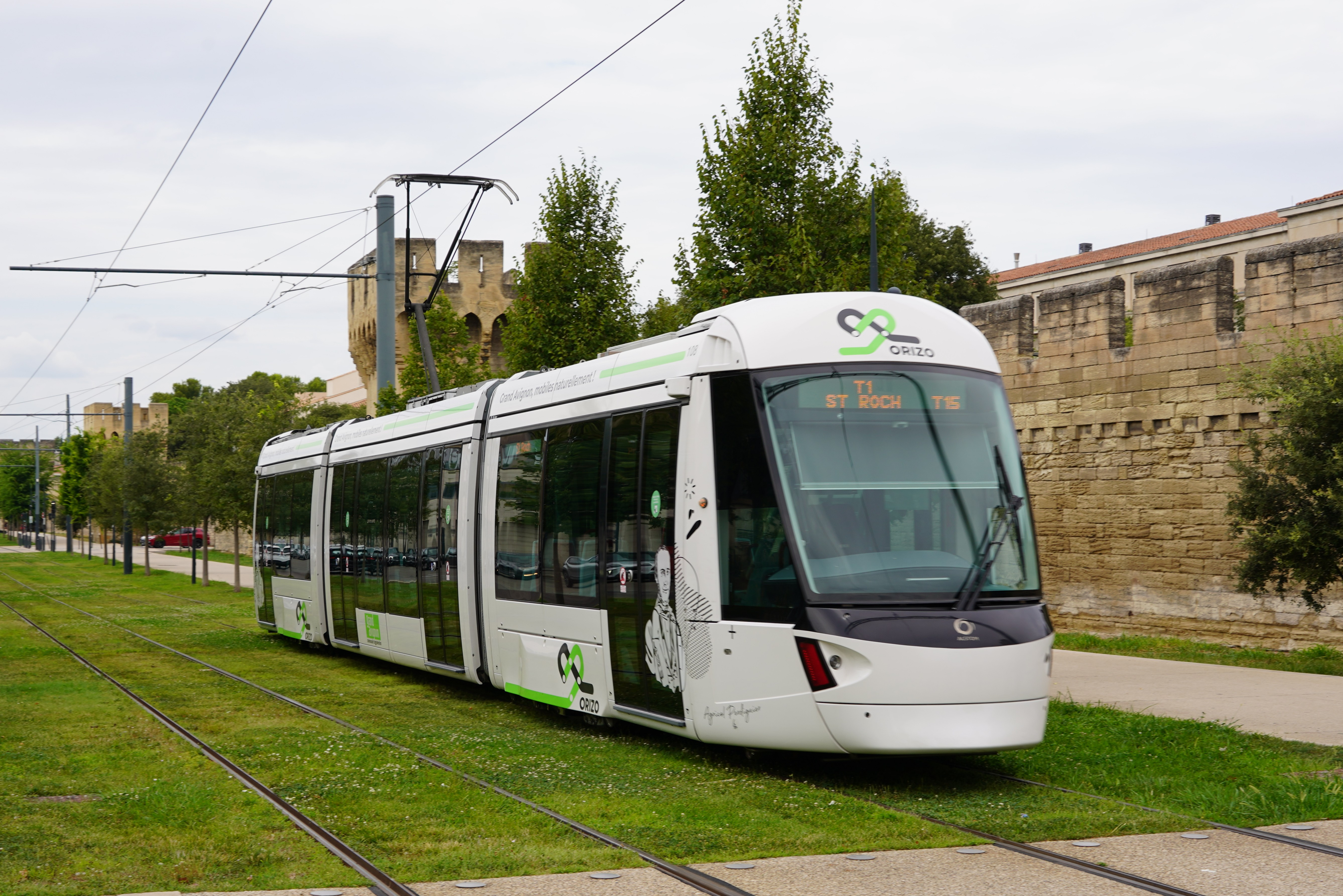
Citadis 205 bzw. Compact der Straßenbahn Avignon

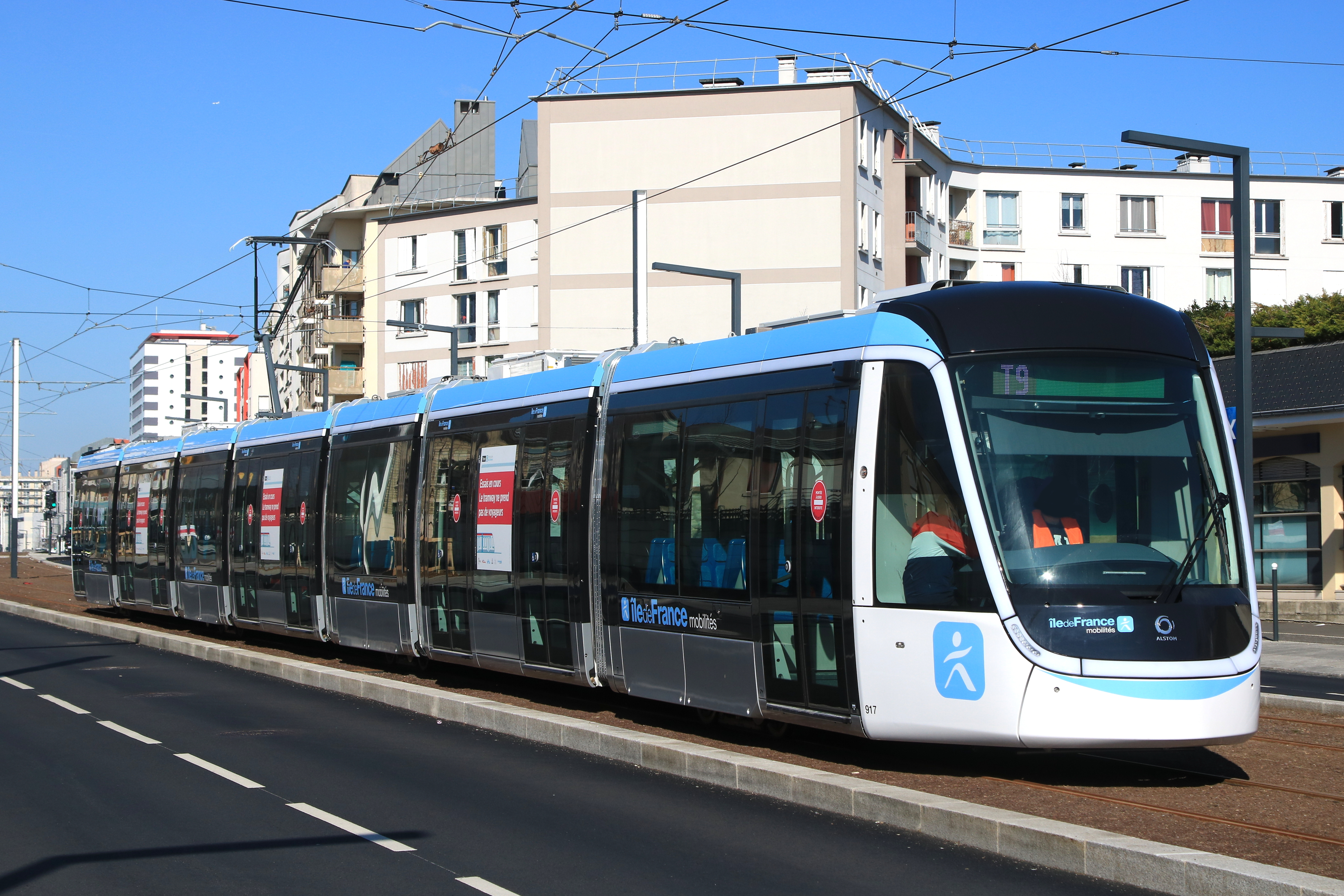
Citadis 405 der Straßenbahn Île de France

| Straßenbahn Barcelona (Trambesòs) | 3      | 2025                      | 305         | (1A)(22)(A)(22)(A1)                                                                      | 32,3 m   | 2,65 m | mit APS-Ausrüstung; kundenseitig als Baureihe 311 eingeordnet                | [ 22 ] [ 23 ]              |
| Straßenbahn Besançon              | 8      | ab 2025                   | 305         | (1A)(22)(A)(22)(A1)                                                                      | 31,5 m   | 2,40 m |                                                                              | [ 24 ] [ 25 ]              |
| Straßenbahn Brest                 | 8      | voraussichtlich 2025–2026 | 305         | (1A)(22)(A)(22)(A1)                                                                      | 31,5 m   | 2,40 m |                                                                              | [ 24 ] [ 25 ]              |
| Straßenbahn Toulouse              | 9      | voraussichtlich 2026      | 305         | (1A)(22)(A)(22)(A1)                                                                      | 31,5 m   | 2,40 m |                                                                              | [ 24 ] [ 25 ]              |
| Stadtbahn Tel Aviv (Green Line)   | 98     | voraussichtlich 2026      | 305         |                                                                                          | 34 m     | 2,65 m |                                                                              | [ 22 ]                     |
| Straßenbahn Al-ʿUla               | 40     | voraussichtlich 2027      | 205         |                                                                                          | 24 m     | 2,65 m | Unechte Zweirichtungswagen zum Einsatz in Doppeltraktion; mit SRS-Ausrüstung | [ 24 ]                     |
| Bahnstrecke Haifa–Nazareth        | 54     | voraussichtlich 2027–2028 | 305         |                                                                                          | 33,4 m   | 2,65 m | Unechte Zweirichtungswagen zum Einsatz in Doppeltraktion                     | [ 26 ] [ 11 ] [ 27 ]       |
| Straßenbahn Le Havre              | 8      | voraussichtlich ab 2027   | 305         |                                                                                          | 33 m     | 2,40 m |                                                                              | [ 28 ]                     |
|                                   | 563    |                           |             | X = Ixège-Laufwerk; A = Arpège-Laufwerk; (...) = Wagenteil; 1 = Einzeltür; 2 = Doppeltür |          |        |                                                                              |                            |

#### Aubagne
Im Oktober 2011 erhielt Alstom den ersten Auftrag über acht Citadis Compact für die neu anzulegende Straßenbahn Aubagne. Eine bis 2017 bestehende Option zur Bestellung fünf bis zehn weiterer Wagen wurde aufgrund des zunächst ausbleibenden weiteren Netzausbaus nicht genutzt. Die Fahrzeuge verfügen im Mittelteil noch nicht über das für spätere Citadis X05 typische weiter heruntergezogene Fenster. Die Einstiegshöhe liegt bei 335 mm über der Schienenoberkante. Anders als bei den meisten 2,40 Meter breiten Citadis sind über den Laufwerken nicht beidseits des Gangs je zwei Sitze angeordnet. Stattdessen gibt es auf einer Seite nur überbreite Einzelsitze, so dass sich in Kombination mit der Radkastenanordnung des Ixège-Laufwerks eine für Niederflurwagen recht großzügige Gangbreite von 655 mm ergibt. Insgesamt gibt es 27 Sitzplätze und 97 Stehplätze (4/m²).
Für eine Streckenverlängerung unter Einbezug einer ehemaligen Eisenbahnstrecke wurden im September 2024 vier weitere Citadis 205 bestellt. Diese sollen ein längeres Mittelteil erhalten, wie es bei den Fahrzeugen für Avignon zur Anwendung kam. Die Sitzplatzanzahl soll jedoch ebenfalls 27 betragen. Die Frontgestaltung soll derjenigen der Straßenbahnen Nizza und Caen entsprechen.

#### Nizza (T2/T3)
Der Citadis 405 für die Straßenbahn Nizza wurde zur Bedienung der überwiegend oberleitungsfreien Strecken der Linien T2 und T3 mit Ecopacks (je 4,5 kWh) auf den drei laufwerkslosen Mittelteilen ausgerüstet. Zur Stromabnahme an den kurzen APS-Abschnitten befinden sich aus Gründen der Redundanz zwei abwechselnd genutzte Kontaktplatten unter dem Wagenteil, auf welchem sich auch der Dachstromabnehmer befindet. Bei diesen Fahrzeugen wurde der größere Raddurchmesser von 610 mm gewählt. Bei 82 Sitz- und 218 Stehplätzen (4/m²) haben die Fahrzeuge eine Leermasse von 62 Tonnen.

#### Avignon
Beim Citadis 205 bzw. Compact für die Straßenbahn Avignon ist das laufwerkslose Mittelteil länger als üblich ausgeführt (8327 mm zwischen den Gelenkdrehpunkten), sichtbar durch ein zweites Fenster zwischen den Türen. Wie bei den Fahrzeugen für Aubagne sind über den Laufwerken auf je einer Seite nur überbreite Einzelsitze angeordnet. Es wurde jedoch wie in Nizza der größere Raddurchmesser von 610 mm gewählt und die Fahrzeuge haben eine Leermasse von 33 Tonnen.

#### Île de France (T9/T10)
Der Citadis 405 der Linien T9 und T10 der Straßenbahn Île-de-France erhielt als besonderes Designelement einen Leuchtstreifen oberhalb der Seitenfenster und Türen. In Haltestellenbereichen zeigt dieser durch grüne oder rote Farbe die Freigabe oder Schließung der Türen an.

### Teilweise Multigelenkwagen

#### Übersicht
| Netz                           | Anzahl | Auslieferung              | Variante | Laufwerks- und Türanordnung | Länge  | Breite | Bemerkung                             |                             |
| ------------------------------ | ------ | ------------------------- | -------- | --- | ------ | ------ | ------------------------------------- | --------------------------- |
| Straßenbahn Nantes             | 61     | ab 2022                   | 405      | (K22)(A)(22)(A)(22)(A)(22K) | 45,6 m | 2,40 m |                                       | [ 31 ] [ 32 ] [ 33 ] [ 7 ]  |
| Straßenbahn Île-de-France (T1) | 37     | ab 2024                   | 305      | (K22)(A)(22)(A)(22K) | 33 m   | 2,40 m | kundenseitig als TW20 bezeichnet      | [ 34 ]                      |
| Straßenbahn Straßburg          | 39     | ab 2025                   | 405      | (K22)(A)(22)(A)(22)(A)(22K) | 45 m   | 2,40 m | kundenseitig als Citadis 3 bezeichnet | [ 24 ] [ 35 ] [ 36 ] [ 37 ] |
| Straßenbahn Lille              | 24     | voraussichtlich 2026–2027 | 305      | (K2)(M)(22)(M)(2K) | 32 m   | 2,40 m | Ausführung in Meterspur               | [ 24 ]                      |
|                                | 161    |                           |          | X = Ixège-Laufwerk; A = Arpège-Laufwerk; M = Meterspur-Laufwerk; K = Kleinrad-Drehgestell; (...) = Wagenteil; 1 = Einzeltür; 2 = Doppeltür |        |        |                                       |                             |

#### Île de France (T1)
Der Citadis 305 bzw. TW20 der Linie T1 der Straßenbahn Île-de-France erhielt die gleichen Leuchtstreifen wie der Citadis 405 der T9 und T10. Als Grund für die Wahl der Bauform mit Drehgestellen an den Enden wird in diesem Fall die Minimierung des Spalts zwischen Fahrzeug und Bahnsteig genannt.

#### Lille
Der Citadis 305 der Straßenbahn Lille ist die erste meterspurige Citadis-Variante. Unter den mittigen Wagenteilen werden voraussichtlich vollkommen andere Laufwerke als bei den Normalspurwagen verwendet. Diese sollen nicht wie Arpège und Ixège am Standort in Le Creusot entwickelt und hergestellt werden, sondern am Standort in Siegen, welchen Alstom von Bombardier übernommen hatte.

### Drehgestellwagen (SX05)

#### Übersicht
| Netz                          | Anzahl | Auslieferung | Variante | Laufwerks- und Türanordnung                                                                          | Länge      | Breite | Bemerkung                              |                     |
| ----------------------------- | ------ | ------------ | -------- | --- | ---------- | ------ | -------------------------------------- | ------------------- |
| Straßenbahn Frankfurt am Main | 24     | ab 2022      | S305     | (X22)(X2X)(22X)                                                                                      | 31,500 m   | 2,40 m | kundenseitig als Baureihe T bezeichnet | [ 8 ] [ 39 ] [ 40 ] |
| Straßenbahn Frankfurt am Main | 34     |              | S405     | (X22)(X2X)(2X)(22X)                                                                                  | 39,315 m   | 2,40 m | kundenseitig als Baureihe T bezeichnet | [ 8 ] [ 39 ] [ 40 ] |
| Stadtbahn Köln                | 2      |              |          | | ≤ 30 m     | 2,65 m | kundenseitig als NF6 bezeichnet        | [ 9 ] [ 41 ] [ 7 ]  |
| Stadtbahn Köln                | 2 × 62 |              |          | (X22)(X22)(X2)–                                                                                      | ≤ 2 × 30 m | 2,65 m | kundenseitig als NF12 bezeichnet       | [ 9 ] [ 41 ] [ 7 ]  |
|                               | 184    |              |          | X = Ixège-Laufwerk; (...) = Wagenteil; – = Wagenübergang; 2 = Doppeltür; 2 / 2 = Doppeltür einseitig |            |        |                                        |                     |

#### Frankfurt am Main

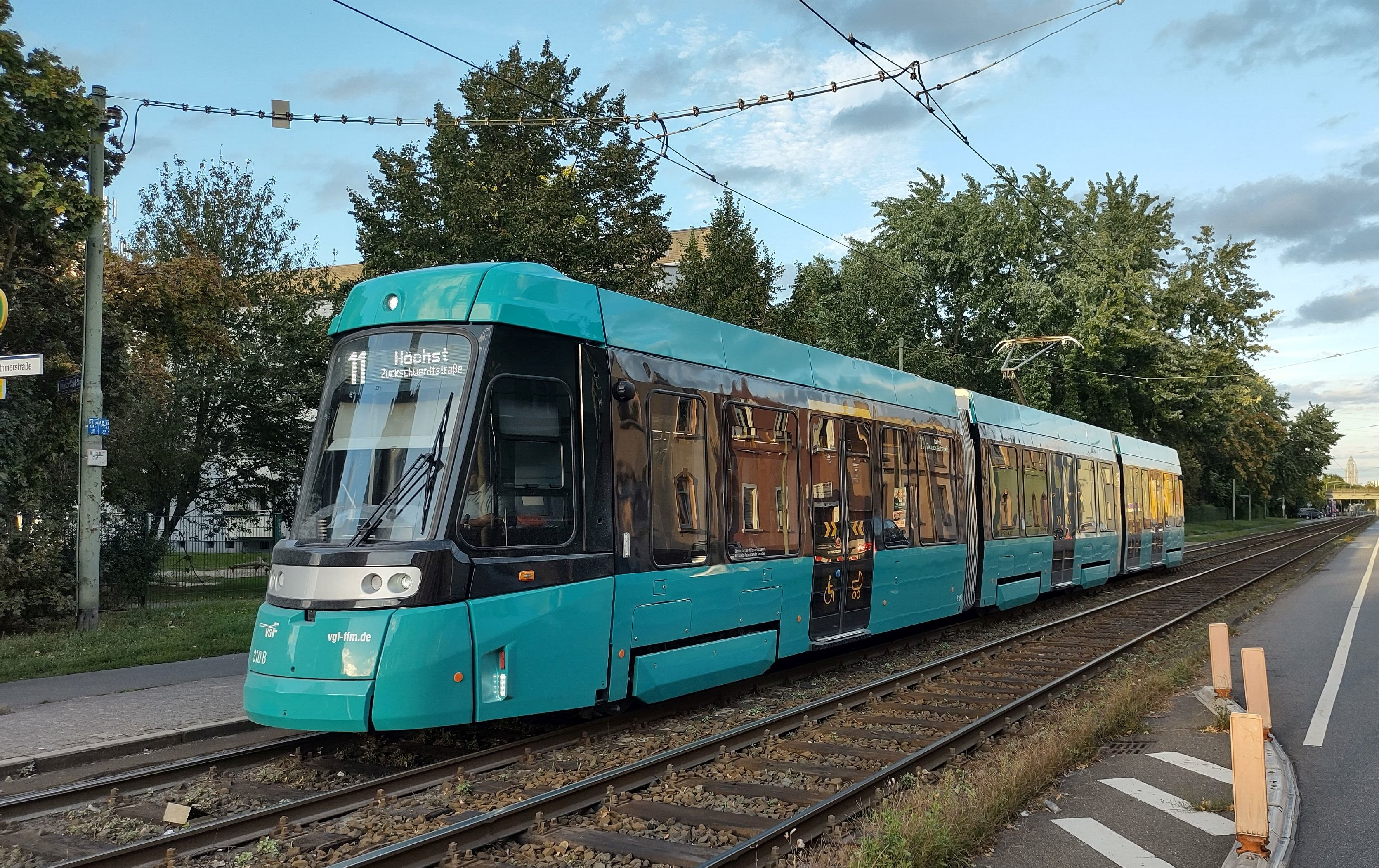
Citadis S305 der Straßenbahn Frankfurt am Main

Bei den Fahrzeugen für die Straßenbahn Frankfurt am Main gibt es zwei Varianten unterschiedlicher Länge. Es gibt jeweils ein Mittelteil mit zwei Laufdrehgestellen und einer Tür je Seite. In der kürzeren Variante sind auf dieses die beiden Endwagenteile mit je einem Triebdrehgestell und einer Doppeltür auf der einen sowie zwei Doppeltüren auf der anderen Seite aufgesattelt. Bei den längeren Fahrzeugen gibt es einen weiteren Mittelteil mit einem Triebdrehgestell und einer Tür je Seite. Es ergeben sich die Achsfolgen Bo’2’2’Bo’ und Bo’2’2’Bo’Bo’. Anders als im Standardkonzept beträgt die Einstiegshöhe 300 mm und die Bodenhöhe im Durchgang über den Ixège-Drehgestellen 495 mm bei einer Gangbreite von 540 mm und Rampen von bis zu 8 % Neigung. Die Höchstgeschwindigkeit beträgt in diesem Fall nur 70 km/h und die Räder sind mit einem Durchmesser von 600 mm (neu) etwas größer. Zudem liegt die Antriebsleistung mit 2 × 150 kW pro Triebdrehgestell höher.
Im November 2024 wurde in Frankfurt am Main der Fahrgastbetrieb mit diesem Typ wegen technischer Probleme beendet. Am 4. August 2025 wurde ein neuer T30-Wagen in einer überarbeiteten Version mit der Nummer 320 an die VGF ausgeliefert. Das Fahrzeug war für umfangreichen Tests und Prüfungen durch die Stadtbahnzentralwerkstatt der VGF (StZW) vorgesehen. Zu diesem Zeitpunkt waren Testfahrten im Frankfurter Streckennetz ohne Fahrgäste vorgesehen. Ja nach Ergebnis sollte dann über das weitere Vorgehen zur Bestellung entschieden werden.

#### Köln
Bei den Fahrzeugen für die Stadtbahn Köln gibt es zwei Varianten. Die von den Kölner Verkehrs-Betrieben als NF6 bezeichneten Wagen sind eigenständig fahrbar, wohingegen von den anderen stets zwei Exemplare zu einer aus Fahrgastsicht durchgehenden Einheit mit der Bezeichnung NF12 zu verbinden sind. Die veröffentlichten Visualisierungen der Variante NF12 zeigen insgesamt sechsteilige Züge, also dreiteilige Einzelfahrzeuge. Jeder Wagenteil läuft auf einem Drehgestell, welches zum Führerstand hin angeordnet ist. Der Wagenteil mit Führerstand und das Mittelteil verfügen über je zwei Doppeltüren pro Seite, der Wagenteil am Übergang zum anderen Fahrzeug ist kürzer und hat nur eine Doppeltür. Anders als bei den anderen Citadis X05 wird die elektrische Ausrüstung nicht innerhalb des Alstom-Konzerns hergestellt, sondern wird von Kiepe Electric zugeliefert.